# Драгутин Буквић
Драгутин Буквић (Очка Гора код Чајетине, 28. фебруар 1885 — Очка Гора код Чајетине, 23. јул 1960), револуционар и синдикални активиста.

## Биографија
Рођен је 28. фебруара 1885. године у селу Очка Гора, код Чајетине. По занимању је био опанчарски радник.
Члан синдиката је био од 1905. године, а члан Српске социјалдемократске партије од 1910. године. Учествовао је на Првом конгресу Социјалистичке радничке партије Југославије (комуниста), у Београду априла 1919. године и на Другом конгресу КПЈ, у Вуковару јуна 1920. године.
На изборима за изборима за Уставотворну скупштину Краљевине СХС, новембра 1920. године, био је изабран за народног посланика на на листи КПЈ. Био је члан Централног партијског већа Комунистичке партије Југославије и Извршног одбора Независних синдиката, од 1922. до 1923. године. Сарађивао је у листовима - „Радничке новине“, „Организовани радник“ и „Радничко јединство“.
Учествовао је на конгресу Црвене синдикалне интернационале у Москви, 1922. године, а био је и један од представника КПЈ на Четвртом и Петом конгресу Коминтерне у Москви, 1922. и 1924. године.
Као присталица десне фракције у КПЈ, у јесен 1925. године је напустио КПЈ и Независне синдикате. Потом је пришао групи Уједињење и учествовао је у оснивању Уједињених радничких синдиката Југославије, чиме је престала његова активност у револуционарном радничком покрету.
Умро је 23. јула 1960. године у Очкој Гори.